# Хабомаи
Хабомаи (на японски: 歯舞群島 – „Плоски острови“) е японското е името на група острови в северозападната част на Тихия океан от групата на Малката Курилска верига. Съветската и руската картография включват към тях и остров Шикотан. Към групата Хабомаи се отнасят островите Полонски, Осколки, Зелени, Демин, Юрий, Анучин, Танфилиев и редица по-малки. Отделени са чрез Съветския пролив от остров Хокайдо. Имат обща площ от 100 km2.

## Етимология и използването на името
Общото японско название на групата острови произлиза от старото административно-териториално деление на Япония: до 1 април 1959 г. формално е съществувал окръг Хабомаи.
В последните години в руското общество се води дебат за допустимостта на използването на името „Хабомаи“ на руски език. В постановление на Сахалинската областна дума от 18 февруари 1999 г. е отбелязано, че името Хабомаи е използвано в редица руско-японски споразумения от 1998 г., което е довело до широкото използване на това име в руските средства за масова информация. В постановлението се обръща внимание към писмото на Междуведомствената комисия по географски имена на Руската федерация (МВК N 2257 от 1 октомври 1997 г.), както и на изискванията на чл. 8 и 11 от Федералния закон „За имената на географските обекти“ N 152-ФЗ от 18 декември 1997 година. Основавайки се на тези документи, Сахалинската областна дума:
1. смята за неприемливо използването на този вид японски географски имена в руските официални документи и медии;
2. предлага да се извършат съответните промени в руско-японските договори от 1998 г.[9]

Отговаряйки на подобен вид критика, министърът на външните работи на Русия Игор Иванов обяснява, че името „Хабомаи“ е използвано „... в Съвместната декларация на СССР и Япония от 19 октомври 1956 г., която е ратифицирана от Върховния Съвет на СССР, и е действащ международен договор. Тъй като международните договори имат приоритет пред националното законодателство, името „Хабомаи“ впоследствие е използвано многократно в официалните руско-японски документи“
През лятото на 2006 г. информационната агенция „Sakh.com“ разказва за ситуация, при която използването на името „Хабомаи“ на уебсайта ѝ е признато за административно нарушение, за което на собственика на сайта е наложена глоба в размер на 30 минимални работни заплати (тогава около 3000 рубли).

## Описание
Островите са простират в линия, успоредна на Голямата Курилска верига, на 48 km южно от нея. Проливите между островите са плитки и изпълнени с рифове и подводни скали. Силните приливни течения и устойчивите гъсти мъгли ги правят изключително опасни за мореплаване.
Повечето от островите са ниски. Ландшафтът е от пустинен, скалист или ливаден тип; гори не се срещат, за сметка на храсти, гъсталаци и блата. Групата от острови се характеризира с влажен морски климат с прохладно лято и мека зима. Съдейки по наблюдения върху размножителния период на някои гризачи, който продължава до ноември, климатът на островите Хабомаи е по-мек, отколкото на Кунашир.
На островите не живее цивилно население – има само само руски граничари.
Архипелагът Хабомаи, заедно с островите Кунашир, Итуруп и Шикотан, е предмет на териториален спор между Русия и Япония.

## Списък на островите
- Остров Полонски (на японски: 多楽島 тараку-то:?)
  - Скала Чайка
- Острови Осколки
  - Скала Кира
  - Скала Пещерна (Канакусо)
  - Лисичи острови (Тодо)
    - Скала Платно (Хококи)

  - Острови Шишки (Кабуто)
    - Скала Свещ (Росоку)
- Остров Зелени (на японски: 志発島 сибоцу-то:?)
- Остров Дьомин (на японски: 春苅島 харукари-то:?)
- Остров Юрий (на японски: 勇留島 ю:ри-то:?)
- Остров Анучин (на японски: 秋勇留島 акию:ри-то:?)
  - Скала Удивителна (Ханаре)
- Остров Танфилиев (на японски: 水晶島 суйсьо:-дзима?)
- Банка Опасна
  - Остров Стражеви (на японски: 萌茂尻島 хоемосири-то:?)
  - Остров Рифов (на японски: オドケ島 одоке-сима?)
  - Остров Сигнални  (на японски: 貝殻島 кайгара-дзима?)